# 라오스큰날다람쥐
라오스큰날다람쥐(Biswamoyopterus laoensis)는 다람쥐과에 속하는 설치류의 일종이다. 수상성 날다람쥐로 라오스의 토착종이다. 남다파날다람쥐속에서 두번째로 기재된 종으로 2012년 9월에 볼리캄사이 주 팍카딩 구, 반 통나미의 반합법 통나미 부시미트 시장에서 동물 사체를 조사하면서 과학자들이 처음 수집했다.